# Paul Kretschmer
Paul Kretschmer (født 2. maj 1866 i Berlin, død 9. marts 1956 i Wien) var en tysk sprogforsker.
Efter at have habiliteret sig 1891 i Berlin som docent i sammenlignende sprogvidenskab blev han 1897 professor i dette fag ved universitetet i Marburg, hvorfra han 1899 forflyttedes til universitetet i Wien. Han har særlig givet sig af med græsk og latin samt med grænseområdet der har betydning for disse sprogs historie, og til disse emner knytter sig hans vigtigste arbejder: Griechische Vaseninschriften (1894); Einleitung in die Geschichte der griech. Sprache (1896); Entstehung der Koine (1900); Der heutige lesbische Dialekt (1905), og andre. Fra 1909 var han redaktør af tidsskriftet Glotta.

## Udmærkelser
- 1892: Sponsorprisen fra Bopp-Stiftung
- Æresdoktorat fra Universitetet i Athen
- Æresdoktorat fra Universitetet i Sofia